# بوشمی
بوسچمی (به ایتالیایی: Buscemi) یک کومونه در ایتالیا است که در استان سیراکوز واقع شده‌است.

## خصوصیات
بوسچمی ۵۱ کیلومترمربع مساحت و ۱٬۱۵۰ نفر جمعیت دارد و ۷۶۱ متر بالاتر از سطح دریا واقع شده‌است.